# Білоскурський Осип Миколайович
О́сип Микола́йович Білоску́рський (нар. 5 (17) червня 1883, Коломия, нині Івано-Франківської області — 26 березня 1943, Алма-Ата, нині Алмати) — український майстер художньої кераміки.

## Біографія
Працював у Львові, Миргороді, Черкасах, Алма-Аті; керамічне обличкування для будинків товариств «Дністер», «Академічна громада», головного вокзалу у Львові; полумиски, вази, архітектурні вставки.
Автор підручника «Керамічна технологія».